# جون هايز
جون هايز (بالإنجليزية: John Hayes)‏ (8 سبتمبر 1960 بسانت لويس في الولايات المتحدة - ) هو لاعب كرة قدم أمريكي في مركز الهجوم. لعب مع كنساس سيتي كومتس ‏ وSaint Louis Billikens men's soccer ‏ وسَانت لويس ستيمرز ‏.